# Río Amur
El río Amur (en ruso: Амур; en chino, 黑龙江; pinyin, Hēilóng Jiāng; literalmente, ‘río del Dragón Negro’; en manchú: Sahaliyan Ula, que significa «río Negro») es un largo río del extremo sureste de Rusia y el extremo noreste de China —les sirve de frontera durante un largo tramo— que fluye, principalmente, en dirección este hasta desaguar en el mar de Ojotsk. Tiene una longitud de 2874 km pero si se considera junto con una de sus fuentes, el río Argún, alcanza los 4444 km que lo convierten en el décimo río más largo del mundo, tras el Amazonas, Nilo, Yangtsé, el Misisipi-Misuri, el Yeniséi-Angará, el Amarillo, el Obi-Irtish, el Mekong y el Congo.
Administrativamente pasa por el óblast de Amur, el óblast Autónomo Hebreo, el krai de Jabárovsk, en Rusia, y la provincia china de Heilongjiang. Drena una gran cuenca de 1 885 000 km², la 12.º por extensión del mundo (que aproximadamente, en un 53 % pertenece a Rusia, en un 45 % a China y el 2 % restante a Mongolia y Corea del Norte).

## Historia
En muchas referencias históricas, el Extremo Oriente ruso y la China del Noreste eran conocidos como Manchuria Exterior (Manchuria rusa) y Manchuria Interior, respectivamente. La provincia china de Heilongjiang, en la orilla sur del río, se llama así por el río, como también lo hace el óblast ruso de Amur, en la orilla norte. El nombre del río Negro (sahaliyan ula) fue usado por los manchúes y la dinastía Qing, que siempre consideraron este río como sagrado.
El río Amur es un símbolo muy importante de —y un importante factor geopolítico en— las relaciones ruso-chinas. El Amur fue especialmente importante en la época que siguió a la ruptura Sino-Soviética en la década de 1960.
Durante muchos siglos, el valle del Amur estuvo poblado por los tungus (evenki, solón, ducher, nanai, ulch) y mongoles (Daur), y, cerca de la desembocadura, por los nivkhes. Para muchos de ellos, la pesca en el Amur y sus afluentes era la principal fuente de sustento. Hasta el siglo XVII, estos pueblos no eran conocidos por los europeos, y poco conocidos por los chinos, que a veces los describían colectivamente como los «salvajes Yurchens». El término «Dazi Yupi» («tártaros de piel de pez») se utilizó para los nanais y los grupos relacionados, debido a sus ropas tradicionales hechas con pieles de pescado.
Los mongoles, que reinaban en China desde la dinastía Yuan, establecieron una débil presencia militar en la parte inferior del Amur en los siglos XIII-XIV. (Se han excavado ruinas de un templo de la época Yuan cerca de la localidad de Tyr).

Durante la época Yongle y Xuande (principios del siglo XV), la Dinastía Ming alcanzó el Amur en su campaña para controlar las tierras adyacentes al Imperio por el noreste, en la región que más adelante será conocida como Manchuria. Varias expediciones encabezadas por el eunuco Yishiha alcanzaron Tyr varias veces entre 1411 y comienzos de los años 1430, reconstruyeron (dos veces) el Templo Yongning y obtuvieron, al menos nominalmente, la lealtad al gobierno Ming de las tribus establecidas en el curso inferior del Amur. Algunas fuentes señalan también la presencia china en el mismo período en el centro del Amur, con un fuerte —un predecesor del posterior Aigun— que duró cerca de 20 años durante la época Yongle en la orilla izquierda (noroeste) del Amur, río abajo de la desembocadura del río Zeya (opuesto a la ubicación del último, Qing, Aigun). En cualquier caso, la presencia Ming en el Amur fue de corta duración, ya que era débil y poco después del final del reinado Yongle, las fronteras de la dinastía se retiraron hacia el sur de Manchuria.

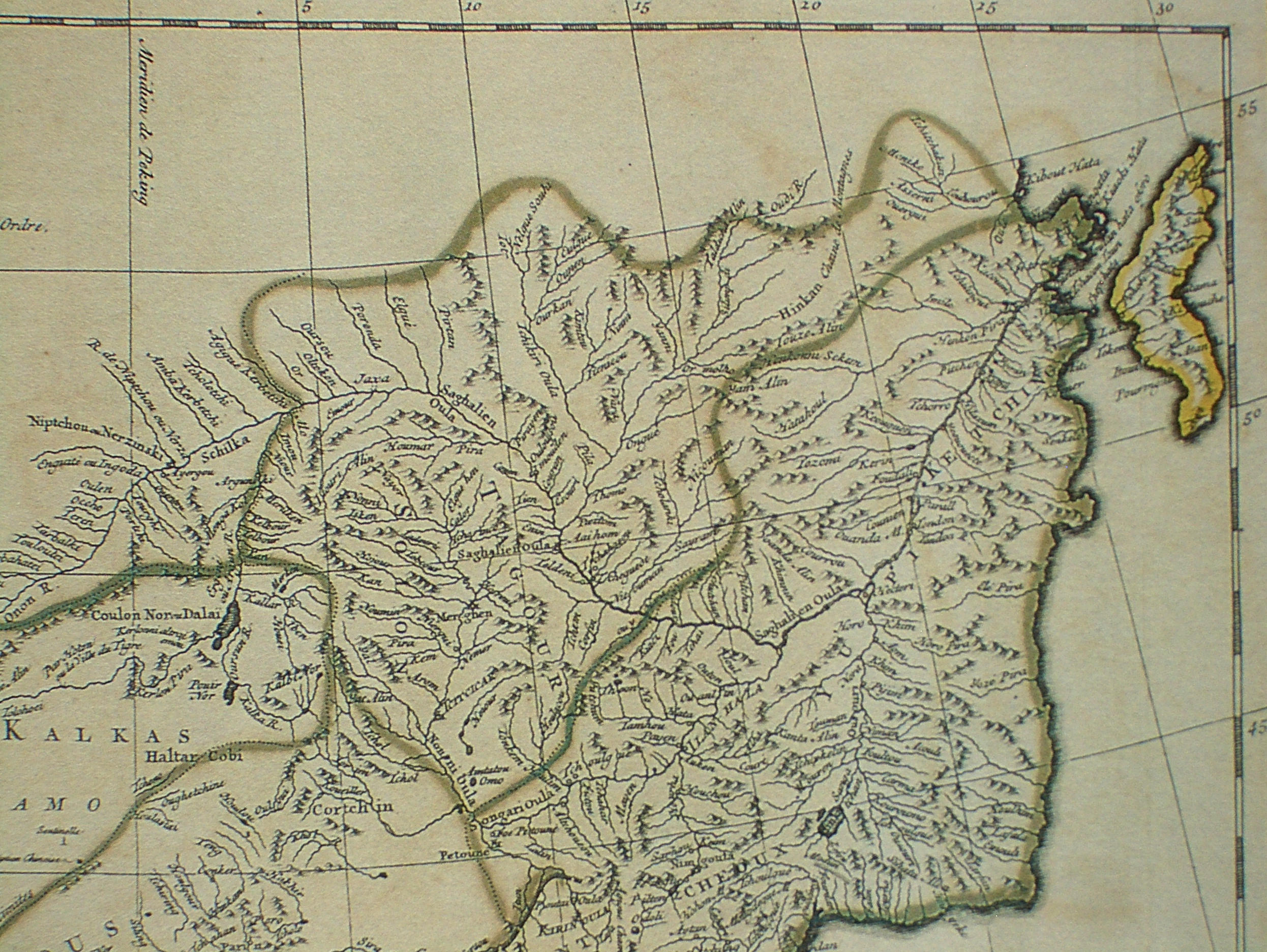
El río Amur (rotulado con su nombre manchú, Saghalien Oula) y sus afluentes en un mapa de 1734 de Jean Baptiste Bourguignon d'Anville.

El siglo XVII vio el conflicto por el control del Amur entre los rusos, que se expandían por la Siberia oriental, y el recientemente ascendente Imperio Qing, cuyas bases originales estaban en el sudeste de Manchuria. Dos expediciones de cosacos rusos liderados por Vassili Poyarkov y Yeroféi Jabárov exploraron el Amur y sus afluentes en 1643-44 y 1649-51, respectivamente. Los cosacos establecieron el fuerte de Albazin en el curso superior del Amur, en el lugar de la antigua capital de los solons. En ese momento, los Qing estaban ocupados con la conquista de China; pero unas décadas más tarde, durante el reinado de Kangxi, dirigieron su atención a su patio del norte de Manchuria. Se restableció Aigun cerca del supuesto sitio Ming (aprox. 1683-84) y antes fueron enviadas varias expediciones militares para desalojar a los rusos, cuyo establecimiento de Albazin había privado a los gobernantes Manchú de los tributos de pieles que los pueblos de la región, solons y daurs, les satisfacían anteriormente. Albazin cayó durante una breve campaña militar en 1685. Las hostilidades concluyeron en 1689 con la firma del Tratado de Nerchinsk, que dejó todo el valle Amur, aguas abajo desde la confluencia de los ríos Shilka y Argun, en manos chinas.
La región de Amur siguió siendo un remanso durante el siguiente siglo y medio del Imperio Qing, con Aigun siendo prácticamente la única gran ciudad a orillas del río. Los rusos reaparecieron en el río a mediados del siglo XIX, lo que obligó a China a ceder al Imperio Ruso todas las tierras situados al norte del río y en los montes Sijote-Alin por el Tratado de Aigun (uno de los tratados desiguales suscritos en 1858). Aunque no se mencionaba en el tratado, China también renunció a partir de entonces a sus reclamaciones sobre la isla de Sajalín, dejando vía libre a la colonización de la misma por parte de rusos y japoneses, que ya habían delimitado sus zonas de influencia en la isla en 1855.
Se acordó también que los ríos Amur, Sungari y Ussuri serían abiertos exclusivamente al tráfico de buques chinos y rusos, y que no existirían restricciones al comercio entre ambas potencias en el área. Los residentes manchúes que quedaron en la zona rusa fueron autorizados a permanecer en sus hogares y comerciar libremente con los establecidos al otro lado de la frontera. Por último, se acordó que las islas situadas en los ríos Amur y Ussuri serían gobernadas de forma conjunta por ambos países.
Las tierras al este del río Ussury y en el bajo Amur fueron adquiridas también por Rusia por la Convención de Pekín (1860) y esta adquisición fue seguida por la migración de colonos rusos a la región y la construcción de ciudades como Blagovéshchensk y, más tarde, Jabárovsk.
Numerosos vapores sirvieron en el río Amur a finales del siglo XIX. También se importaron dragas mineras de América para trabajar en los placeres de oro del río. Las barcazas y el tráfico fluvial se vieron muy obstaculizadas por la Guerra Civil de 1918-22. Las ex-cañoneras alemanas del Yangtse, Vaterland y Otter, al servicio de la Armada china, patrullaron en el Amur en la década de 1920.

### La Sociedad del Dragón Negro
En la Belle Époque y durante el período de entreguerras, a la prensa occidental le gustaba asustar a sus lectores con una oscura «Sociedad del Dragón Negro», una sociedad secreta dedicada al expansionismo japonés en Asia. Se le atribuían asesinatos y otros métodos desagradables.
Albert Londres desmontó este engaño, explicando que el «Dragón Negro» en cuestión era simplemente el río Amur, y que la sociedad era un simple club de militares e industriales japoneses que abogaban por una frontera en este río. Pero la historia tuvo una buena acogida, incluso durante la Segunda Guerra Mundial. Se puede asumir que, en términos de circulación de periódicos, la Sociedad del Dragón Negro probablemente vendía mejor que el Club del Amur.

### Incidentes fronterizos de 1969
Las islas del Amur y del Ussuri fueron escenario de un inicio de conflicto a raíz de la ruptura chino-soviética que dio lugar a incidentes fronterizos en marzo de 1969 y, nuevamente, en agosto de ese mismo año. De hecho, aunque la definición de las fronteras se refería a accidentes geográficos naturales, la modificación también natural de estas líneas, al variar el cauce, provocó conflictos entre los estados vecinos.
Estas disputas territoriales alcanzarían su momento de tensión máxima en el incidente de la isla de Zhenbao (Damanski, en ruso), una pequeña isla de 0,74 km² en el río Ussuri, cuando tropas chinas atacaron a las tropas soviéticas estacionadas en la isla. La lucha por la isla causó unos 58 muertos y 94 heridos en las filas soviéticas y unas 800 bajas entre muertos y heridos en las filas chinas. El 19 de mayo de 1991, Rusia aceptó reconocer la soberanía china sobre la isla. Este enfrentamiento armado supuso el punto más bajo en las relaciones entre los dos países, y se llegó a temer la posibilidad de una gran guerra entre las dos potencias comunistas.

## Economía

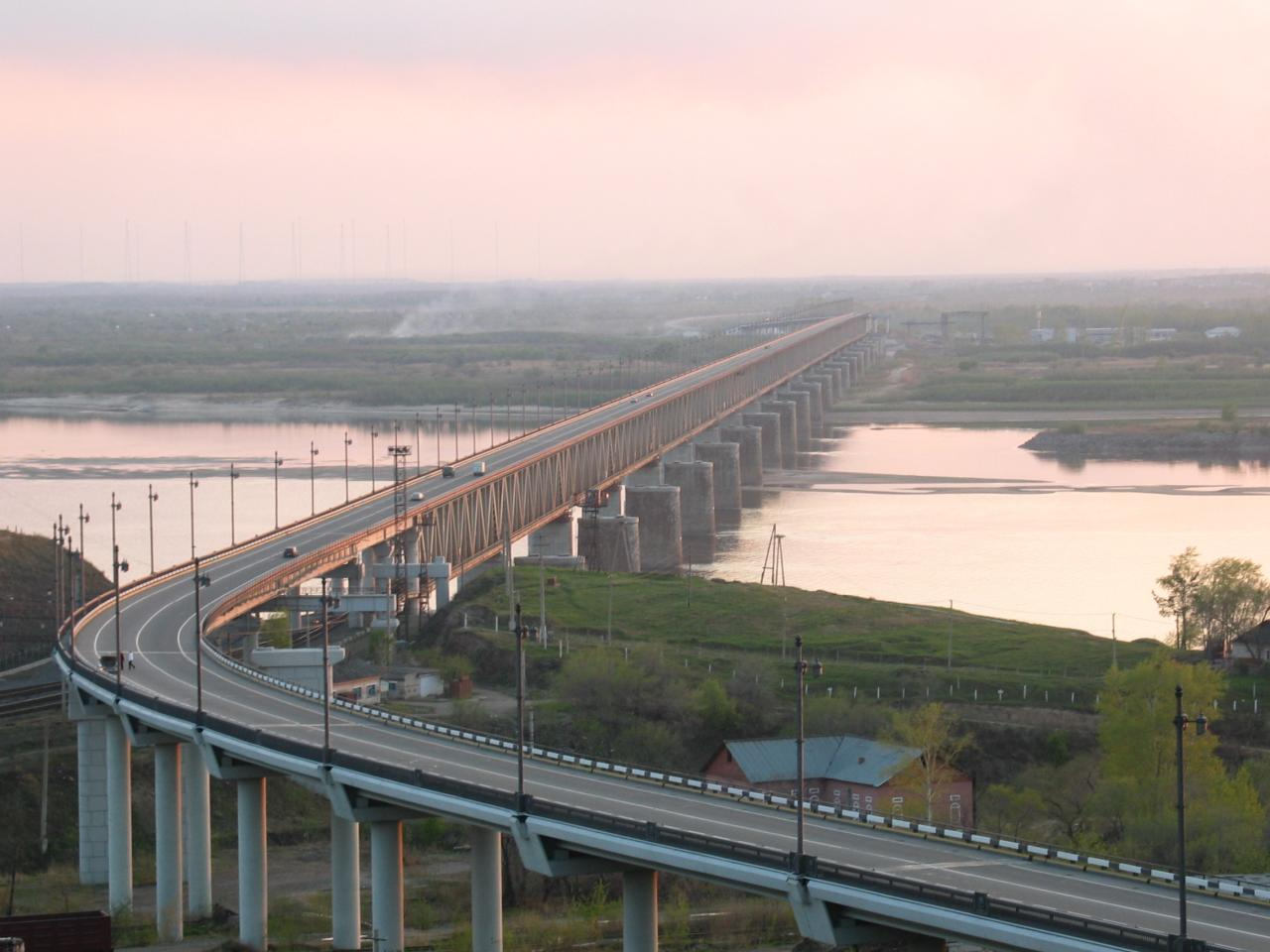
El puente del Transiberiano en Jabárovsk (2016), sobre el río Amur

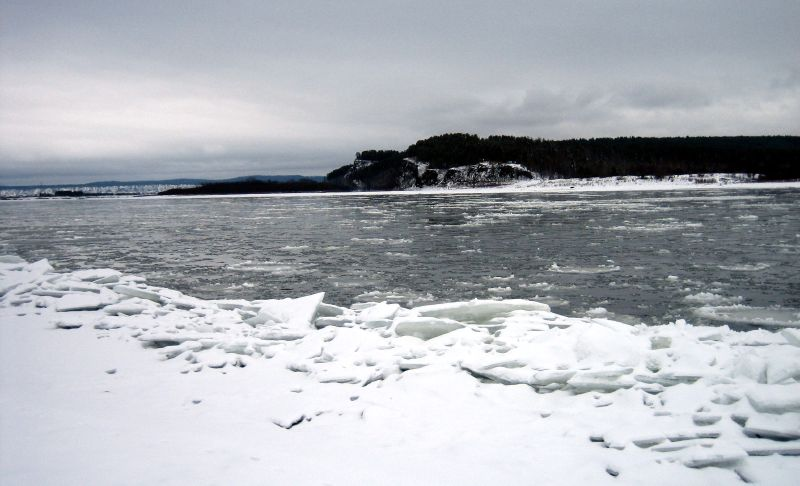
Hielo a la deriva en el Amur

La economía de la región del Amur se basa en la fabricación, metalurgia, minería (hierro, metales no ferrosos, oro y carbón), energía hidroeléctrica, cereales (trigo, mijo y soja), pesca, madera y comercio chino-ruso. El yacimiento petrolífero de Daqing, que es el 4.º yacimiento más grande del mundo, se encuentra cerca de la ciudad de Daqing, en Heilongjiang, a unos cien kilómetros del río.
Su curso, a partir de la confluencia del Chilka y el Argun, es plenamente navegable, como también lo es el Chilka hasta la ciudad rusa de Sretensk. Permite transportar al oeste madera y petróleo, y, al este, grano, maquinaria y otros productos de la Rusia occidental. Sin embargo, está cerrado a la navegación durante un período de seis meses al año a causa del hielo.
El equipamiento hidroeléctrico —14 presas de más de 15 metros de altura— ha permitido la industrialización de la región y, gracias a la regulación del caudal del río, el desarrollo de la agricultura.
Sus recursos pesqueros no son insignificantes: el Amur tiene más de 100 especies de peces, entre ellos dos notables especies endémicas de esturión del río Amur (Acipenser schrenckii) y esturión de Kaluga (Huso dauricus). La pesca más lucrativa es la de salmónidos a finales del verano y comienzos de otoño, que llegan desde el Pacífico para desovar en agua dulce.

## Puentes y túneles
El primer puente permanente en todo el curso del Amur, el puente de Jabárovsk, fue completado en 1916 para lograr que los trenes de la línea del Transiberiano cruzasen el río durante todo el año sin necesidad de utilizar los transbordadores o de disponer vías férreas directamente sobre la capa superior de hielo del río. En 1941, se desdobló en dos niveles, quedando el inferior exclusivamente para el ferrocarril.
Más adelante se construyeron más puentes: primero un puente ferroviario sobre el Amur en Komsomolsk del Amur (1975) y después un puente en la carretera de Jabárovsk (1999).
Valeri Solomónovich Gurévich, vicepresidente del gobierno del óblast Autónomo Hebreo, declaró que China y Rusia comenzaron la construcción del Proyecto Puente Amur a finales de 2007. El puente enlazará la ciudad rusa de Nizhneléninskoye, en el Óblast Autónomo Hebreo, con la ciudad china de Tongjiang en la provincia de Heilongjiang. El largo puente tendrá una longitud de 2197 m y una inversión estimada de casi 230 millones de dólares y se espera que esté terminado a finales de 2010, según las declaraciones de Gurévich, que también señaló que la propuesta de construir un puente sobre el río fue hecha en realidad por parte de Rusia, en vista de la creciente demanda de transporte de carga. «El puente, en una estimación audaz, estará terminado en tres años», dijo Gurévich.

## Hidrología
El Amur tiene un régimen pluvionival, con aumentos de agua en abril debido al derretimiento del hielo y la nieve de las llanuras y también en mayo, cuando se derrite la nieve acumulada en las montañas. Sin embargo, la captación por nieve es baja, y este aumento no es muy importante. Su máxima crecida ocurre a finales de julio/principios de agosto, a causa de los monzones de verano: hay lluvias violentas, lo que lleva a un aumento del nivel del río. El período de menor caudal se produce en invierno, de noviembre a marzo.
El caudal medio anual varía de 6000 m³/s (1980) - 12.000 m³/s (1957), lo que lleva a un promedio de 9819 m³/s, o 310 km³ al año. El máximo se produjo en octubre de 1951, con 30.700 m³/s, mientras que el mínimo se registró en marzo de 1946, con solamente 514 m³/s.

## Sitios Ramsar en el río Amur
En la llanura aluvial del río Amur hay dos sitios Ramsar situados en la parte rusa, las tierras bajas de Khingano-Arkharinskaya, con 2000 km², y los llanos de Zeya-Bureya, con 316 km².

#### Khingano-Arkharinskaya
Khingano es la transcripción al inglés del ruso Хинганский заповедник (Khinganskiy zapavyednik), que en español ha acabado siendo Jingán. En 1994, una superficie de 2000 km² es declarada sitio Ramsar (49°10′N 130°00′E) número 684 en un ecosistema de estepa arbolada húmeda a lo largo del río Amur, en los confines del Extremo Oriente ruso, al sur del río Arkhara, afluente del Amur, cerca de la frontera china, en el óblast de Amur. Al otro lado del río Amur, ya en China, se encuentran las montañas del Pequeño Jingán o Khingan, que dan el primer nombre al lugar. Este está formado por vastas llanuras aluviales con ríos pluviales, islas, playas, pequeñas ensenadas, meandros muertos y pantanos. La vegetación está dominada por praderas húmedas con herbazales que incluyen prados secos, turberas, carrizales y varios tipos de plantas acuáticas. Hay unas 700 especies de plantas vasculares, diez de las cuales son vulnerables. Entre las aves hay patos y gansos, además de algunas especies amenazadas. Entre las actividades humanas, se practica la agricultura, la recogida de heno y la cría de ganado.

#### Llanos de Zeya Bureya
El sitio Ramsar de las llanuras de Zeya-Bureya (49°55′N 127°39′E) se encuentra en la llanura aluvial del río Amur, entre sus afluentes Zeya y Bureya, 20 km al sur de Blagoveshchensk. Tiene una extensión de 316 km². Su temperatura es la más alta el extremo oriente ruso, con una media que supera los 20 oC. Posee islas, playas, un complejo de ensenadas, meandros muertos, praderas de turba y fragmentos de bosque de robles.